# Viktor Johann Scheck
Viktor Johann Scheck (* 28. Juli 1952 in Schrobenhausen) ist ein deutscher Maler und Zeichner, der im nördlichen Oberbayern lebt und arbeitet. Seine Themen sind hauptsächlich Landschaft und Natur.

## Leben
Viktor Scheck wurde 1952 in Schrobenhausen geboren. Von 1975 bis 1980 studierte er Grafik-Design in Augsburg und München. Seit 1985 ist er als freischaffender Maler tätig. 1987 erhielt er den Kunstpreis der Stadt Schrobenhausen. Seine Arbeiten wurden in zahlreichen Einzel- und Gruppenausstellungen im In- und Ausland gezeigt und in einer Reihe von Publikationen gewürdigt. Viktor Scheck hat außerdem viele Kunst- und Bauen-Projekte für öffentliche und private Auftraggeber realisiert. Von 1997 bis 2017 war er Geschäftsführer des Berufsverbandes Bildender Künstler Oberbayern-Nord und Ingolstadt, von 2006 bis 2015 Kunsterzieher an der Fachakademie für Sozialpädagogik und der Fachoberschule Neuburg tätig.

## Werk
Scheck beschäftigt sich seit den 1980er Jahren auf einem Gebiet der Landschaftsmalerei, das auf niederländische und japanische Traditionen gründet. Die meisten Arbeiten entstehen nach und während langen Wanderungen und Aufenthalten in Landschaften der näheren Heimat, wie auch in Regionen in Europa. Er hatte Studienaufenthalte unter anderem in Sardinien, im österreichischen Waldviertel und in Böhmen.

### Ottheinrich-Projekt
Bisher größtes Projekt war das Ottheinrich-Projekt, das ihn künstlerisch nach Tschechien und Polen führte. Es wiederholt die Reise des bayerischen Herzogs Ottheinrich, der im Jahr 1539 nach Krakau reiste und alle Stationen seiner Reise in Aquarellen festhalten ließ. Viele der so entstandenen Bilder sind für die jeweiligen Orte die ältesten erhaltenen Ortsansichten überhaupt. Viktor Scheck suchte alle Orte dieser Reise auf und hielt die heutigen Ansichten aus der gleichen Perspektive in großen Aquarellen und kleinen Miniaturen fest.

## Ausstellungen

### Einzelausstellungen
Bruneck, Eichstätt, Ingolstadt, Linz, München, Murska Sobota (Staatliche Galerie, Slowenien), Nabburg, Neuburg/Donau, Schrobenhausen u. a.

### Gruppenausstellungen
Bonn, Gmunden/Traunsee (Österreich), Ingolstadt, Kragujevac (Serbische Nationalgalerie), Leipzig,  Moskau (Kulturforum), Murska Sobota (Staatliche Galerie, Slowenien), Passau, Potsdam, Worpswede, Würzburg u. a.